# Minuskel 57
Minuskel 57 (in der Nummerierung nach Gregory-Aland), δ 255 (von Soden, Rahlfs Nr. 69) ist eine griechische Minuskelhandschrift des Neuen Testaments auf 291 Pergamentblättern (22,5 × 19 cm). Mittels Paläographie wurde das Manuskript auf das 12. Jahrhundert datiert.

## Beschreibung
Der Kodex enthält den Text des Neuen Testaments außer Offenbarung mit zwei Lücken (Markus 1,1-11 und Ende). Es wurde einspaltig mit je 25 Zeilen geschrieben. Der Kodex enthält Psalmen und Hymnen. Sie enthält κεφαλαια, der Eusebische Kanon fehlt.
Der griechische Text des Codex repräsentiert den Byzantinischen Texttyp und wird der Kategorie V zugeordnet.

## Geschichte
Die Handschrift wurde durch Hammond, John Mill, Wettstein, und Gregory untersucht.
Der Kodex befindet sich zurzeit im Magdalen College (Gr. 9) in Oxford.